# کریستن نیولین
کریستن نیولین (انگلیسی: Kristen Newlin؛ زادهٔ ۸ مهٔ ۱۹۸۵) بازیکن بسکتبال اهل ایالات متحده آمریکا است.